# Luiz Altamir Melo
Luiz Altamir Lopes Melo (Boa Vista, 9 maggio 1996) è un nuotatore brasiliano.

## Biografia
Ha rappresentato il Brasile ai Giochi olimpici di Rio de Janeiro 2016 gareggiando nel concorso dei 400 metri stile libero, dove ha concluso al trentaduesimo posto, e nella staffetta 4x200 metri stile libero maschile, giungendo quindicesimo con i compagni João de Lucca, Andre Pereira e Nicolas Oliveira.
Ai mondiali in vasca corta di Hangzhou 2018, ha vinto la medaglia d'oro nella staffetta 4x200 metri stile libero, gareggiando al fianco dei connazionali Leonardo Coelho Santos, Fernando Scheffer, Breno Correia e Leonardo de Deus.

## Palmarès
- Mondiali in vasca corta

Hangzhou 2018: oro nella 4x200m sl.
- Giochi panamericani

Toronto 2015: oro nella 4x200m sl.
Lima 2019: oro nella 4x200m sl, argento nella 4x100m misti e bronzo nei 400m sl.
Santiago del Cile 2023: oro nella 4x200m sl.
- Olimpiadi giovanili

Nanchino 2014: argento nella 4x100m sl mista.

## International Swimming League
| Stagione 2020   | Stagione 2021 |
| --------------- | ------------- |
| Aqua Centurions | Iron          |